# De Ilusão Também Se Vive
Miracle on 34th Street, lançado inicialmente como The Big Heart no Reino Unido (prt: De Ilusão Também Se Vive; bra: De Ilusão Também Se Vive, ou Milagre na Rua 34) é um filme estadunidense de 1947, dos gêneros comédia dramática, romance e fantasia, escrito e dirigido por George Seaton, baseado em conto de Valentine Davies. É estrelado por Maureen O'Hara, John Payne, Natalie Wood e Edmund Gwenn. A história se passa entre o Dia de Ação de Graças e o Natal, em Nova Iorque, e se concentra no Papai Noel de uma loja de departamentos que afirma ser o verdadeiro Papai Noel. O filme se tornou um clássico do Natal.
Miracle on 34th Street ganhou três categorias do Oscar: Gwenn de melhor ator coadjuvante, Valentine Davies para melhor história original e George Seaton para melhor roteiro adaptado. O filme foi indicado para melhor filme, perdendo para Gentleman's Agreement. Em 2005, o filme foi selecionado para preservação no National Film Registry pela Biblioteca do Congresso dos Estados Unidos como sendo "cultural, histórica ou esteticamente significativa". O Academy Film Archive preservou Miracle na 34th Street em 2009.
Davies também escreveu uma curta romantização do conto, publicada por Harcourt Brace simultaneamente com o lançamento do filme.

## Sinopse
O idoso de longas barbas brancas Kris Kringle passeia pelas ruas de Nova Iorque e fica indignado quando percebe que o homem fantasiado de papai-noel na Parada Anual do Dia de Ação de Graças da Macy's está bêbado. Ele reclama com a funcionária da loja encarregada do desfile, Doris Walker, e esta o convence a assumir o lugar dele. Depois Kris vai trabalhar na loja Macy's da Rua 34, atendendo as crianças como Papai Noel.
Kris começa a indicar outras lojas aos pais quando os pedidos de brinquedos feitos pelas crianças não podem ser atendidos pelo estoque da Macy's. Isso se torna uma grande campanha promocional natalina e todos os vendedores da Macy's e de outras lojas são instruidos a fazerem o mesmo, enaltecendo o "espírito natalino".
Kris vai morar com o jovem advogado Fred Gailey, vizinho de Doris, e conhece a filha dela, Susan. Mas a mania de Kris de dizer que é o Papai Noel verdadeiro o faz ser examinado pelo egoísta psicólogo da Macy's, o senhor Granville Sawyer. Kris se desilude com as pessoas e volta para um sanatório onde já estivera internado, o que leva a que o advogado Gayley mova um processo no Tribunal de Nova Iorque para provar ser Kris o verdadeiro Papai Noel como afirma.

## Elenco
- Maureen O'Hara ... Doris Walker
- John Payne ... Frederick M. Gailey
- Edmund Gwenn ... Kris Kringle
- Gene Lockhart ... juiz Henry X. Harper
- Natalie Wood ... Susan Walker
- Porter Hall ... Granville Sawyer
- William Frawley ... Charlie Halloran
- Jerome Cowan ... promotor Thomas Mara
- Philip Tonge ... Julian Shellhammer

## Produção
Embora o filme seja ambientado durante a temporada de Natal, o diretor do estúdio, Darryl F. Zanuck, insistiu que o filme fosse lançado em maio, argumentando que mais pessoas vão ao cinema em dias mais quentes. O estúdio correu para promovê-lo, mantendo o cenário de Natal em segredo. O trailer promocional da Fox mostrava um produtor fictício percorrendo os bastidores do estúdio e encontrando estrelas como Rex Harrison, Anne Baxter, Peggy Ann Garner e Dick Haymes exaltando as virtudes do filme. Além disso, os pôsteres de filmes destacavam O'Hara e Payne, com o personagem de Gwenn em segundo plano. O filme estreou na cidade de Nova Iorque no Roxy Theatre em 4 de junho de 1947. Por outro lado, as modernas embalagens de home video mostram Gwenn e Wood dominando as imagens, com o lançamento do DVD com Kringle em sua fantasia de Papai Noel.
O'Hara inicialmente relutou em assumir o papel, depois de voltar para a Irlanda. Ela imediatamente mudou de ideia depois de ler o roteiro e voltou aos Estados Unidos para o filme.
As vitrines de Natal vistas no filme foram originalmente feitas por Steiff para a Macy's. Mais tarde, Macy's vendeu as vitrines para a FAO Schwarz em Nova Iorque. A FAO Schwarz vendeu as janelas para o banco Marshall & Ilsley de Milwaukee, Wisconsin, onde elas são exibidas todo mês de dezembro no saguão do banco na North Water Street.
A casa mostrada no final do filme é uma casa unifamiliar de 1703 pés quadrados construída em 1943 na 24 Derby Road, Port Washington, Nova Iorque. A casa parece praticamente a mesma de 1947, exceto que a linha do telhado foi alterada pela adição de uma janela.
Rowland Hussey Macy, chamado R. H. Macy no filme, morreu 70 anos antes do filme (em 1877), e a família Macy havia vendido sua propriedade da empresa em 1895.

### Imprecisões legais
No livro Reel Justice, os autores afirmam que o juiz Harper poderia ter descartado o caso mais cedo, sem as repercussões políticas que ele temia. Em sua teoria, uma vez que o promotor encerrou seu caso imediatamente após Kris Kringle admitir no tribunal simplesmente que ele acreditava ser Papai Noel, o juiz Harper poderia ter decidido que a promotoria havia perdido sua oportunidade de provar que Kringle era perigoso (o ponto básico de tais audiências; O estado mental real de Kringle é irrelevante) e ordenou que ele fosse imediatamente libertado. No entanto, esse alto padrão de tratamento involuntário não foi instituído até 1975 com a decisão da Suprema Corte dos Estados Unidos O'Connor v. Donaldson.
Ao demonstrar que tomou vários exames mentais no passado, Kris Kringle responde sua própria pergunta sobre quem era o vice-presidente do presidente John Quincy Adams como Daniel D. Tompkins. Tompkins realmente serviu como vice-presidente de James Monroe. John C. Calhoun é a resposta correta para a pergunta de Kringle. Tompkins foi o sexto vice-presidente e Quincy Adams foi o sexto presidente, causando confusão no roteiro.

## Lançamento
O filme foi relançado nos cinemas nos dias 20 e 23 de dezembro de 2015, como parte da série "TCM Presents" da Turner Classic Movies e Fathom Events.

## Recepção

### Resposta da crítica
Miracle on 34th Street recebeu críticas positivas de críticos. Bosley Crowther, do The New York Times, disse: "Para todos os céticos blasé que não acreditam no Papai Noel — e da mesma forma para todos os nativos que se tornaram cínicos em relação a Nova Iorque —, mas principalmente para todos os clientes que se cansaram das monotonias da tela, recomendo vivamente o novo filme da Roxy, Miracle on 34th Street. Por uma questão de fato, vamos além: vamos pegar seu espírito e proclamar com entusiasmo que é o pequeno filme mais recente de todos os tempos, e talvez até a melhor comédia deste ano". Hoje, é considerado por muitos como um dos melhores filmes de 1947. Atualmente, o filme possui 96% de classificação "Fresh" no site Rotten Tomatoes.
A Legião de Decência Católica atribuiu ao filme uma classificação "B", "moralmente censurável em parte". Isso se deve principalmente ao fato de O'Hara interpretar uma divorciada no filme.

### Prêmios e indicações
O filme ganhou o Oscar de Melhor Ator Coadjuvante (Edmund Gwenn), melhor história original (Valentine Davies) e melhor roteiro adaptado. Também foi indicado para Melhor Filme, perdendo para Gentleman's Agreement.
Foi classificado em nono pelo American Film Institute em uma lista dos filmes mais inspiradores da América. Miracle on 34th Street foi listado como o quinto melhor filme do gênero fantasia nas listas "Dez dos dez melhores" do American Film Institute em 2008.
Em 2005, Miracle on 34th Street foi selecionado para preservação no National Film Registry dos Estados Unidos pela Biblioteca do Congresso como sendo "culturalmente, historicamente ou esteticamente significativo".
Listas do American Film Institute
- Lista dos melhores filmes estadunidenses segundo o American Film Institute – Nomeado[28]
- Lista dos melhores trilhas sonoras segundo o American Film Institute – Nomeado[29]
- Lista dos filmes estadunidenses mais inspiradores segundo o American Film Institute – #9
- Lista dos melhores filmes estadunidenses segundo o American Film Institute (2007) – Nomeado[30]
- AFI's 10 Top 10 – #5 Fantasia

| Premiação                | Categoria                | Recipiente       | Resultado |
| ------------------------ | ------------------------ | ---------------- | --------- |
| Oscar 1948               | Melhor ator coadjuvante  | Edmund Gwenn     | Venceu    |
| Oscar 1948               | Melhor história original | Valentine Davies | Venceu    |
| Oscar 1948               | Melhor roteiro adaptado  | George Seaton    | Venceu    |
| Oscar 1948               | Melhor filme             |                  | Indicado  |
| Golden Globe Awards 1948 | Melhor ator coadjuvante  | Edmund Gwenn     | Venceu    |
| Golden Globe Awards 1948 | Melhor roteiro           | George Seaton    | Venceu    |

## Mídia doméstica e colorização
Miracle on 34th Street foi lançado pela primeira vez em VHS e LaserDisc em 1987.
Em 1985, tornou-se um dos primeiros filmes em preto e branco a serem coloridos. O processo de 4 meses e meio foi realizado pela Color Systems Technology, Inc. Em 1993, esta versão foi lançada em VHS e LaserDisc e foi seguida quatro anos depois por uma "50ª edição de aniversário" em ambos os formatos, remasterizado por THX.
O primeiro lançamento em DVD foi em outubro de 1999, apresentando a versão em preto e branco, juntamente com o trailer original e um comercial de TV. Em novembro de 2006, foi relançado como um DVD "Special Edition", com dois discos, com o disco um contendo uma "nova versão colorida", realizada pela Legend Films. O segundo disco tinha a versão e numerosos extras preto-e-branco originais, incluindo o remake feito para a televisão de 1955 da 20th Century Fox Hour. Ambos os discos também incluíram um comentário em áudio completo de Maureen O'Hara. Desde então, o disco em preto e branco foi relançado várias vezes, inclusive em parceria com o remake de 1994.
Em outubro de 2009, a 20th Century Fox lançou a versão em preto e branco em Blu-ray com todos os extras anteriores, exceto o remake da TV.
Em 2017, o filme foi restaurado em resolução 4K; até agora, esta versão está disponível apenas via DCP.

## Remake
Um filme de 1994 estrelou Richard Attenborough, Elizabeth Perkins, Dylan McDermott, J. T. Walsh, Timothy Shea, James Remar, Jane Leeves, Simon Jones, William Windom e Mara Wilson. Foi adaptado por John Hughes, do roteiro de Seaton, e dirigido por Les Mayfield. Devido à recusa de Macy's em dar permissão para usar seu nome, ela foi substituído pelo fictício "Cole's". Loja de departamento Gimbels não existia mais em 1994 e foi substituída pela fictícia "Shopper's Express". Alvin Greenman (Alfred na versão original) interpretou um porteiro. Esta versão tinha um tom mais sério que o original e uma grande parte foi reescrita, embora a maioria da trama e dos personagens permanecesse intacta. O filme também adicionou um subtexto sobre a fé religiosa.

## Em outras mídias
Existem quatro remakes do filme e um musical da Broadway.

### Rádio
Lux Radio Theater transmitiu uma adaptação em 1947, estrelando o elenco original, incluindo Natalie Wood. Em 1948, foi feito novamente pela Lux, sem a participação de Natalie Wood, e foi adaptado como uma peça de rádio de meia hora em duas transmissões da Screen Director's Playhouse, todas com Edmund Gwenn em seu papel na tela. Nessas produções, Kris cita corretamente James Monroe como o presidente para quem Daniel D. Tompkins era o vice-presidente.

### Teatro
Uma versão musical da Broadway de 1963, intitulada Here Love, foi escrita por Meredith Willson.
O romance foi adaptado em uma peça teatral de Will Severin, Patricia Di Benedetto Snyder e John Vreeke em 2000. É a favorita em muitos cinemas comunitários e regionais durante a temporada de Natal. Os nomes dos personagens são os usados no romance, e o cenário é claramente o final da década de 1940. Os direitos de produção são detidos por Samuel French, Inc.

### Televisão
Uma adaptação televisiva de 1955 do filme, estrelada por Thomas Mitchell como Kris, Macdonald Carey como Fred, Teresa Wright como Doris e Sandy Descher como Susan. Esta versão não mostrava o Papai Noel bêbado. Intitulado "The Miracle on 34th Street", foi ao ar originalmente como um episódio da The 20th Century Fox Hour. Mais tarde, foi re-executado como "Meet Mr. Kringle".
Ed Wynn interpretou Kris em uma adaptação televisiva do filme em 1959. Também foi destaque Orson Bean. Foi transmitido ao vivo e em cores na NBC no dia seguinte ao Dia de Ação de Graças. A NBC fez um cinescópio do programa, provavelmente para transmitir a noite de abertura na costa oeste. A cópia estava em uma grande coleção de cinescópios doados pela NBC à Biblioteca do Congresso e recentemente desenterrados por Richard Finegan, que relatou suas experiências na edição de dezembro de 2005 da Classic Images.
Uma versão televisiva de 1973 contou com Jane Alexander, David Hartman, Roddy McDowall, Sebastian Cabot como Kris (sem barba natural; ele foi forçado a fazer a barba e usar uma barba falsa para o papel), Suzanne Davidson, Jim Backus, David Doyle e Tom Bosley. Foi adaptado por Jeb Rosebrook do roteiro de George Seaton e dirigido por Fielder Cook. O primeiro nome da Sra. Walker foi alterado para Karen nesta versão. Essa seria a versão final em que a loja de departamentos era na verdade a Macy's. David Doyle, que interpretou  R. H. Macy nesta versão, interpretou o Sr. Sawyer no elenco original da Broadway de Here's Love 10 anos antes.

### Fantoches
A principal loja de departamentos da Macy's, na Herald Square, em Nova Iorque, apresentou uma versão fantástica de 30 minutos da história em sua exibição em Santaland, apresentando os talentos das estrelas da Broadway Brian Stokes Mitchell e Victoria Clark.